# Maximilian Mittelstädt
Maximilian „Maxi“ Mittelstädt (* 18. März 1997 in Berlin) ist ein deutscher Fußballspieler, der auf der Position des Linksverteidigers eingesetzt wird. Er steht seit der Saison 2023/24 beim Bundesligisten VfB Stuttgart unter Vertrag.

## Karriere

### Jugend
Maximilian Mittelstädt wuchs in Falkensee auf. Er machte als Fünfjähriger seine ersten fußballerischen Schritte in der Jugend des SC Staaken, bevor er zu Hertha 03 Zehlendorf wechselte. 2012 wechselte er in die Jugend von Hertha BSC.

### Vereine
Am 18. August 2015 erhielt Mittelstädt einen bis 2018 gültigen Profivertrag von Hertha BSC. Sein Bundesligadebüt gab er am 2. März 2016 beim 2:0-Sieg gegen Eintracht Frankfurt, als er in der 90. Spielminute für Salomon Kalou eingewechselt wurde. Am 30. Oktober 2018 erzielte er beim 2:0-Auswärtssieg im DFB-Pokal gegen den SV Darmstadt 98 sein erstes Pflichtspieltor für Hertha BSC. Bei der 1:2-Niederlage beim VfB Stuttgart am 15. Dezember 2018 konnte er seinen ersten Bundesligatreffer erzielen.
Nachdem Mittelstädt mit Hertha in der Saison 2022/23 in die zweite Liga abgestiegen war, schloss er sich im Sommer 2023 dem VfB Stuttgart an. Daraufhin etablierte er sich als Stammspieler und wurde mit dem VfB in der Spielzeit 2023/24 Deutscher Vizemeister. Im August 2024 verlängerte Mittelstädt seinen Vertrag in Stuttgart bis 2028.

### Nationalmannschaft
Mittelstädt stand in der Saison 2015/16 im Aufgebot der DFB-U19-Junioren. Im Oktober 2016 gab er sein Debüt in der deutschen U20-Auswahl, zwei Jahre später für die U21. Mit der U-20-Auswahl nahm er 2017 an der U20-Weltmeisterschaft in Südkorea teil. Dort kam er in allen drei Vorrundenspielen zum Einsatz. Beim Achtelfinal-Aus gegen Sambia spielte er jedoch nicht.
Im März 2024 wurde er von Bundestrainer Julian Nagelsmann erstmals für die deutsche Nationalmannschaft nominiert und stand am 23. März 2024 beim 2:0-Testspielsieg in Frankreich in der Startelf. Am 26. März 2024 erzielte er gegen die Niederlande beim 2:1-Testspielerfolg sein erstes Länderspieltor.
Im Mai 2024 wurde er von Bundestrainer Julian Nagelsmann in den Kader für die Europameisterschaft im eigenen Land berufen.

## Titel
Verein
- Deutscher Pokalsieger: 2025 (VfB Stuttgart)
- Deutscher A-Junioren-Pokalsieger: 2015 (Hertha BSC)

Individuell
- Fritz-Walter-Medaille: 2016 in Bronze (U19)

## Sonstiges
Seit 2024 ist Mittelstädt mit seiner Frau Lea verheiratet.